# Agrypon leucostomum
Agrypon leucostomum là một loài tò vò trong họ Ichneumonidae.